# Chad Young
Chad Young (Newmarket, Nuevo Hampshire; 8 de junio de 1995-Tucson, Arizona; 28 de abril de 2017) fue un ciclista profesional estadounidense.

## Biografía
Young nació en la ciudad de Newmarket, en el sudeste del estado de Nuevo Hampshire (Estados Unidos) en 1995. Realizó su formación en el instituto St. Thomas Aquino's High School y una vez terminó, se especializó en ciclismo en ruta a la vez que estudiaba un Bachelor of Science en la Colorado School of Mines.

## Carrera profesional

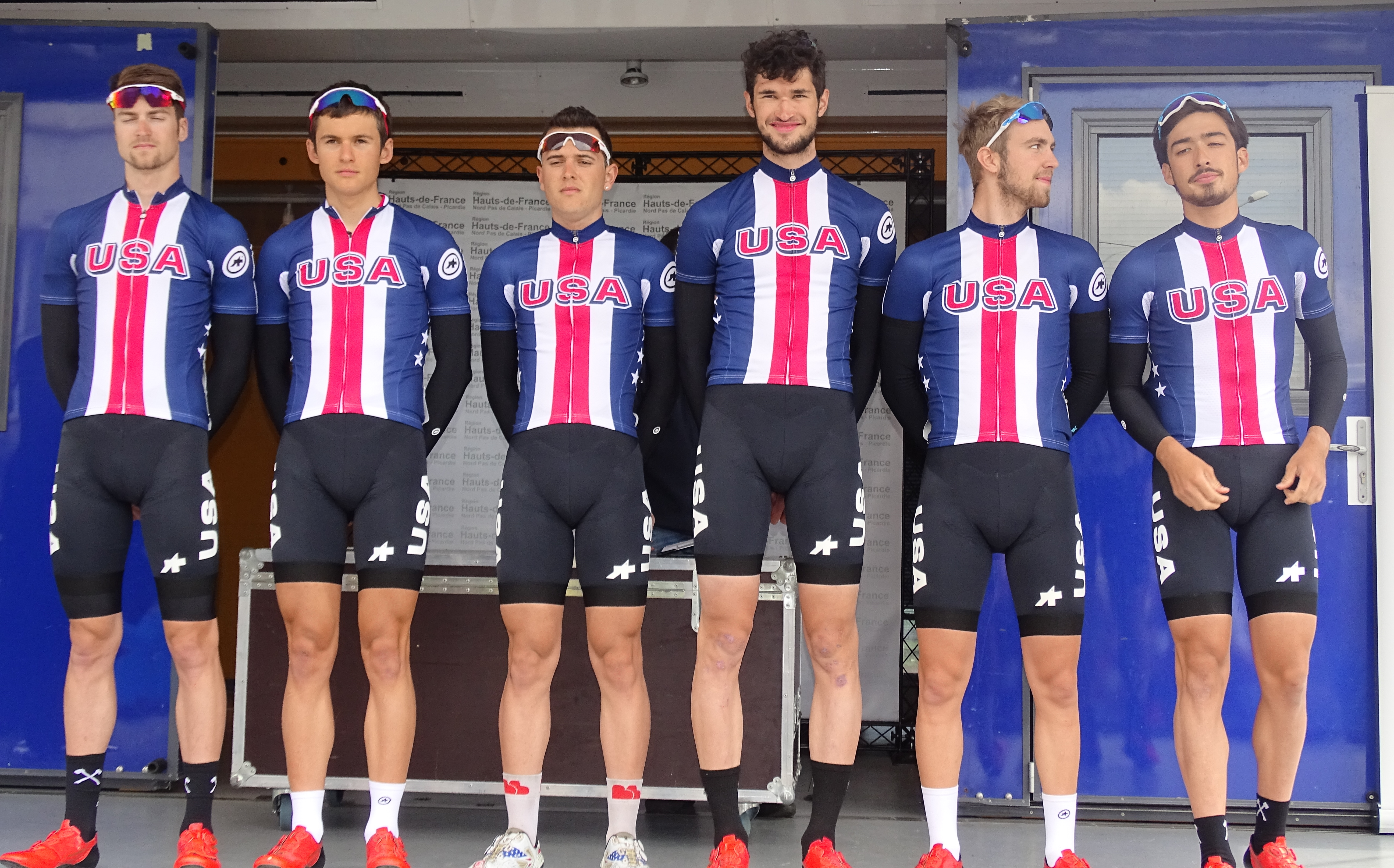
Chad, el segundo por la izquierda, con el resto del el equipo de Estados Unidos, en el París-Arrás Tour (2016).

En 2014, llegó su primera oportunidad como ciclista profesional en el equipo norteamericano CCB Racing, en la competición continental americana, quedando en 5 posición y a pocos segundos del podio. En 2015, pasó al equipo Axeon Hagens Berman, dirigido por el exciclista belga Axel Merckx estrenándose con su nuevo equipo en el tour Joe Martin Stage Race en el estado de Arkansas, dentro del marco del competición continental norteamericana.
Posteriormente, en la temporada 2016, representó a Estados Unidos en el Tour París-Arrás de Francia, lo que sería su primera competición internacional y posteriormente, en el Tour de Alberta de Canadá. La temporada 2017, Chad y los demás integrantes del equipo, empezaron estrenando uno de los circuitos más nuevos en unirse al UCI Tour Europe, la Clásica de Arrábida de Portugal. La temporada siguió con la Joe Martin Stage Race, la carrera donde dos años antes se había iniciado y mejorando su marca personal.

## Fallecimiento
En abril de 2017, mientras participaba el Tour de Gila que se celebraba en el estado de Nuevo México, terminó la penúltima etapa en el grupo de cabeza, en 11 posición. Al día siguiente, el día 23, durante la quinta y última etapa, cuando Young estaba iniciando una escapada junto con un compañero del equipo Axeon, ambos sufrieron una dura caída. Su compañero logró seguir la carrera, pero Young tuvo que ser evacuado en helicóptero a un hospital del estado vecino, Arizona, con graves contusiones craneales. A pesar de poderlo estabilizar durante los primeros días, finalmente los médicos no pudieron hacer nada para salvar su vida, falleciendo pocos días después, en la madrugada del 28 de abril de 2017, siendo la primera vez que moría un ciclista profesional en una competición en Estados Unidos desde hacía 20 años.